# Novomessor
Novomessor es un género de hormigas perteneciente a la familia Formicidae, categorizado en la tribu Stenammini. Fue descrito por Carlo Emery en 1915.

## Especies
- Novomessor albisetosus (Mayr, 1886)
- Novomessor cockerelli (André, 1893)
- Novomessor ensifer (Forel, 1899)